# Kristian Magnussen
Kristian Magnussen (født 22. februar 1956 i Vágur) er en færøsk socialrådgiver og tidligere politiker (JF) og (VMF).
Han var valgt til Lagtinget fra Suðurstreymoy 1994–2008 samt social-, sunds-, arbejds- og justitsminister i Edmund Joensens anden regering 1996–98. I Lagtinget har han været medlem af social- og sundhedsudvalget (fra 1995 Lagtingets velfærdsudvalg) 1994–2004 og udvalgsformand 1994–96; næstformand i Lagtingets justitsudvalg 2002–08 og medlem af Lagtingets udlandsudvalg 2004–08. Magnussen tilhørte den fløj fra fagbevægelsen, der brød med Javnaðarflokkurin i 1994 og dannede Verkamannafylkingin. I 1998 gik Magnussen imidlertid tilbage til i Javnaðarflokkurin igen.
Magnussen har været socialrådgiver i Tórshavn siden 1985 og har desuden en kontorfaglig uddannelse.